# Clochafarmore

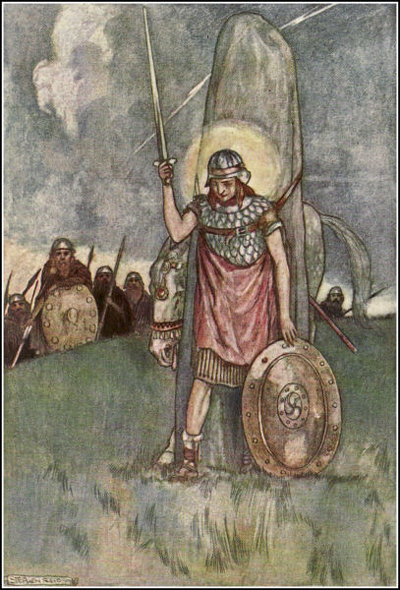
Cú Chulainns Tod – Stephen Reid, 1904

Der Clochafarmore (auch Cloghafarmore, irisch Cloch an Fhir Mhóir – deutsch „Stein des großen Mannes“ oder Cúchulainn’s Stone, irisch Cloch Chú Chulainn, genannt) steht südlich der Straße R 171, nördlich von Rathiddy, auch Ratheady, (irisch Ráth Aidí), etwa 1,4 km östlich von Knockbridge, am linken Ufer des Flusses Fane im County Louth in Irland.

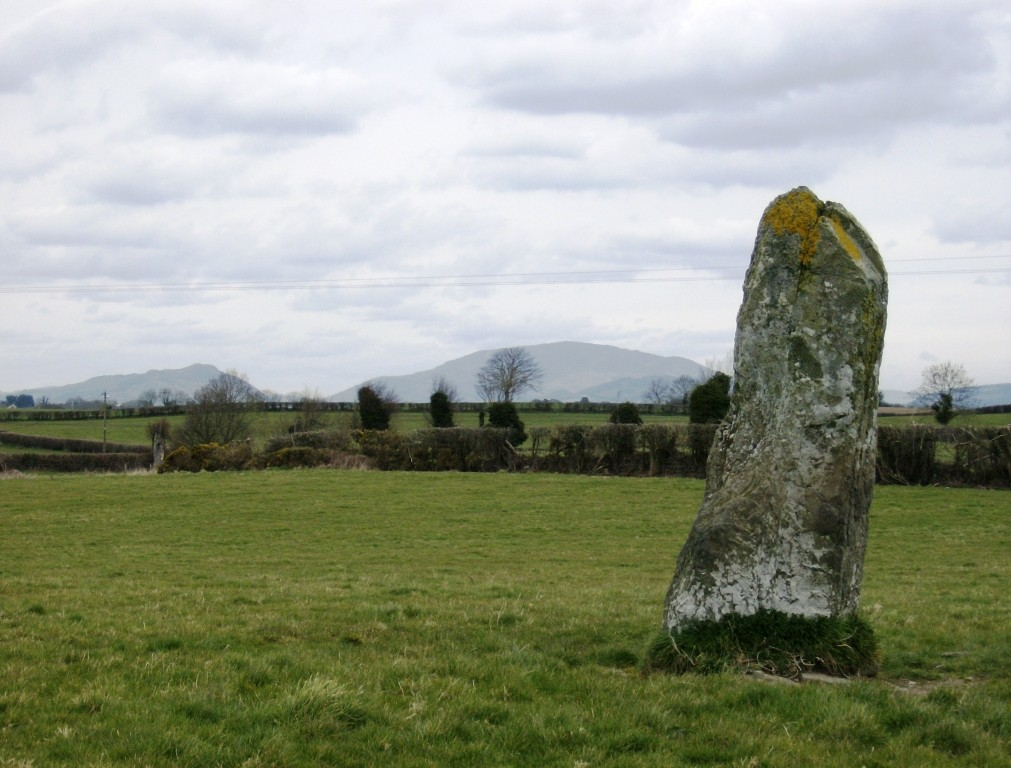
Der Cloghafarmore

Der etwa 3,0 m hohe und 1,3 m breite Menhir, am höchsten Punkt der Gegend stehend, wurde vermutlich während der Bronzezeit errichtet. Das Feld, wo er sich befindet, wird lokal The Field of Slaughter (deutsch „Schlachtfeld“ genannt). Der Stein wird traditionell mit dem Tod des legendären Helden Cú Chulainn verbunden.

## Legende
Nach der Legende (Aided Chon Culainn) wurde Cú Chullain durch einen Speer von Lugaid Mac Con tödlich verwundet, als er die Armee der Königin Maeve von Connacht bekämpfte. Er band sich an den Stein, um aufrecht stehen zu bleiben und die sich ihm nicht nähernden Feinde zu täuschen. Nach ein paar Tagen landete ein Rabe auf ihm, und sie erkannten, dass er tot war.
Der Stein ist ein irisches Nationalmonument.